# Typosyllis patriciae
Typosyllis patriciae är en ringmaskart som beskrevs av Hartmann-Schröder 1981. Typosyllis patriciae ingår i släktet Typosyllis och familjen Syllidae. Inga underarter finns listade i Catalogue of Life.